# あの人この歌ああ人生
『あの人この歌ああ人生』（あのひとこのうたああじんせい）は、長崎放送が製作し2004年4月より放送を開始した音楽番組である。

## 放送時間
- 月曜 19:00 - 19:30

## パーソナリティ
- 塚田恵子